# Bupleurum wittmannii
Bupleurum wittmannii là một loài thực vật có hoa trong họ Hoa tán. Loài này được Steven mô tả khoa học đầu tiên năm 1856.